# ستيف باجيندام
ستيف باجيندام (مواليد 10 فبراير 1961) هو ملاكم كندي، مثّل بلاده في الألعاب الأولمبية الصيفية 1984.

## روابط خارجية
ستيف باجيندام على موقع أوليمبيديا (الإنجليزية)